# Idiochlora eluta
Idiochlora eluta är en fjärilsart som beskrevs av Alfred Ernest Wileman 1911. Idiochlora eluta ingår i släktet Idiochlora och familjen mätare. Inga underarter finns listade i Catalogue of Life.